# NGC 6761
NGC 6761 é uma galáxia espiral barrada (SBab) localizada na direcção da constelação de Telescopium. Possui uma declinação de -50° 39' 25" e uma ascensão recta de 19 horas, 15 minutos e 04,7 segundos.
A galáxia NGC 6761 foi descoberta em 8 de Julho de 1834 por John Herschel.